# Frédéric Hoë
Frédéric Hoë, nom de plume de Pierre-F. Counillon, né le 6 juillet 1922 à Sidi Bel Abbès en Algérie et mort le 20 février 2006 à Nice, est un écrivain français, auteur de roman policier.

## Biographie
Il fait des études universitaires à Alger puis à Lyon. Pendant la Seconde Guerre mondiale, il est pilote de bombardier (B26) dans l'aviation américaine. Il reçoit la croix de guerre 1939-1945. Après la guerre, il termine ses études de lettres et est nommé professeur à Rabat au lycée Gouraud où il enseigne le français. Il termine sa carrière comme inspecteur d'Académie de la Seine-Saint-Denis, avec la Légion d'honneur.
En 1953, il gagne le premier prix du concours de nouvelles organisé par Mystère magazine avec Hardi légat. En 1955, il publie son premier roman, Gare aux flèches, Caius ! (une version parait en BD dans le journal de Mickey!), puis deux autres romans L'Idylle de l'édile et Défends-toi, Calliclès !. Pour Henri-Yvon Mermet, collaborateur du Dictionnaire des littératures policières « avec ces trois romans « antiques », qui sont aussi d'excellents policiers, Counillon est l'un des précurseurs du roman policier historique ».
En 1991, il fait paraître Crimes en trompe-l'œil et est lauréat du prix du Quai des Orfèvres.
Ses deux dernières nouvelles introduisent avec humour le Pacha El Baghdadi, sorte de Sherlock homes du Maghreb.

## Œuvre

### Romans
- Gare aux flèches, Caius !, Éditions Robert Laffont, coll. « Le Gibet » no 3 (1955)
- L'Idylle de l'édile, Éditions Robert Laffont, coll. « Le Gibet » no 17 (1957)
- Défends-toi, Calliclès !, Éditions Robert Laffont, coll. « Le Gibet » no 12 (1956)
- Le Taureau par les cornes, Librairie Arthème Fayard, coll. « L'Aventure criminelle » no 9 (1957)
- La Peau du lion, Librairie Arthème Fayard, coll. « L'Aventure criminelle » no 57 (1959)
- L'extraordinaire voyage de Monsieur Ricou, Prix Jean Macé, Librairie Delagrave (1961) signé Pierre Counillon
- Crimes en trompe-l'œil, Librairie Arthème Fayard (1990)  (ISBN 2-213-02632-7)
- La Figue de l'oncle, Librairie L'Harmattan (2005) signé Pierre Counillon

### Nouvelles

#### Nouvelle signée Pierre Counillon
- Hardi légat, Éditions OPTA, Mystère magazine hors-série no 1 (juin 1953)

#### Nouvelle signé Frédéric Hoë
- Les Génies et les Bijoux, LGF, Alfred Hitchcock magazine, 2e série, no 25 (février 1991)
- Le Châtiment des Hommes, Edition Quorum-Magnard Diffusion, Echanges Internationaux, Contes et Nouvelles Francophones (1994)

## Prix et distinctions
- Prix du Quai des Orfèvres 1991 pour Crimes en trompe-l'œil

## Sources
: document utilisé comme source pour la rédaction de cet article.
- Claude Mesplède (dir.), Dictionnaire des littératures policières, vol. 1 : A - I, Nantes, Joseph K, coll. « Temps noir », 2007, 1054 p. (ISBN 978-2-910-68644-4, OCLC 315873251), p. 982